# Кварто (Форли-Чезена)
Кварто (итал. Quarto) је насеље у Италији у округу Форли-Чезена, региону Емилија-Ромања.
Према процени из 2011. у насељу је живело 107 становника. Насеље се налази на надморској висини од 343 м.